# Langboskärs kläpparna
Langboskärs kläpparna är skär i Åland (Finland). De ligger i den sydöstra delen av landskapet, 60 km öster om huvudstaden Mariehamn. Langboskärs kläpparna ligger 4 meter över havet. De ligger på ön Langboskär.
Terrängen runt Langboskärs kläpparna är mycket platt. Havet är nära Langboskärs kläpparna åt nordost. Trakten är glest befolkad. Närmaste större samhälle är Kökar, 9,7 km sydväst om Langboskärs kläpparna. 